# Doryrhamphus bicarinatus
Doryrhamphus bicarinatus är en fiskart som beskrevs av Dawson 1981. Doryrhamphus bicarinatus ingår i släktet Doryrhamphus och familjen kantnålsfiskar. Inga underarter finns listade i Catalogue of Life.